# Ungarische Badminton-Mannschaftsmeisterschaft 1992
Die Ungarische Badminton-Mannschaftsmeisterschaft 1992 war die 24. Auflage des Teamwettstreits in Ungarn. Es wurde ein Wettbewerb für gemischte Mannschaften ausgetragen. Meister wurde das Team von Debreceni Kinizsi.

## Endstand
| Platz | Mannschaft |
| ----- | --- |
| 1.    | Debreceni Kinizsi (Richárd Bánhidi, Attila Karika, Ákos Károlyi, Tamás Hódos, Hu Tan, Gábor Papp, Zsolt Siska, Viktor Cséti, Csilla Fórián, Kinga Karácsony, Adrienn Kocsis, Viola Vizer, Rea Ábrahám) |
| 2.    | Nyíregyházi VSC |
| 3.    | Honvéd Zrínyi SE |
| 4.    | Honvéd Hargita SE |